# دنيس براي
دنيس براي (بالإنجليزية: Dennis Bray)‏ هو أحيائي بريطاني، ولد في 28 يونيو 1939.